# Opération Acid Gambit
Invasion du Panama par les États-Unis
Batailles
Invasion du Panama par les États-Unis :
- Tocumen
- Acid Gambit
- Renacer
- Rio Hato
- Paitilla Airport (en)
- Balboa Harbour (en)
- Fort Amador (en)
- Coco Solo (en)
- Pacora River Bridge (en)
- Panama City (en)
- Nifty Package (en)
- Western Operations (en)
- Madden Dam (en)

L'opération Acid Gambit est une opération de la Delta Force visant à libérer Kurt Muse, un espion américain vivant au Panama, qui avait été arrêté pour avoir comploté pour renverser le gouvernement du Panama, de la prison Cárcel Modelo où il était emprisonné, une prison notoire de Panama.

## Contexte
Muse avait été arrêté en 1989 pour avoir mis en place une radio clandestine opposée à Noriega au Panama. Le raid, mené par 23 opérateurs de la Delta Force et soutenu par les Night Stalkers, a été retardé jusqu'à ce que les États-Unis envahissent le Panama pour arrêter Noriega, dans le cadre de l'opération Just Cause le 20 décembre 1989. Muse a ensuite été décrit comme étant un agent de la CIA par le Washington Post.
Le dernier contact que Muse a eu avec un responsable américain avant le raid a été intense et troublant. La rencontre entre Muse et un colonel américain non identifié s'est déroulée dans la zone de visite publique en présence d'autres prisonniers ainsi que de nombreux gardiens panaméens. Lors de la visite, un hélicoptère américain est passé à basse altitude et à grande vitesse au-dessus de la prison. Lorsque le son s'est calmé, le colonel s'est parlé à Muse assez fort pour que tout le monde dans la pièce l'entende. Il a déclaré qu'il savait que Noriega avait donné l'ordre de tuer Muse si les États-Unis devaient s'impliquer dans un conflit avec le Panama, ce qui signifiait essentiellement que Muse n'était pas un prisonnier mais un otage. Le colonel s'est alors levé et a dit d'un ton fort et bien pesé que si quelqu'un lui faisait du mal, personne ne sortirait vivant de cette prison. La pièce est alors devenue entièrement silencieuse alors que le colonel se retournait et sortait. Il savait qu'une mission de sauvetage était sur le point d'être lancée lorsqu'il a fait cette déclaration.

## Opération
L'opération était dirigée par le lieutenant-colonel Eldon Bargewell (en) et le major Gary L. Harrell (en). Les opérateurs de la Delta Force ont été déposés sur le toit de la prison par des hélicoptères MH-6 Little Bird. Un opérateur est descendu sur le côté du bâtiment, restant suspendu à la fenêtre de la cellule de Muse, prêt à éliminer le gardien chargé de tuer Muse si une opération de secours était organisée. Cependant, le gardien n'était pas là.
Après avoir ouvert la porte du toit à l'explosif, les opérateurs de la Delta Force ont dévalé les deux volées de marches vers l'étage de la cellule de Muse. Un opérateur de la Delta Force a tué le gardien qui avait la charge de tuer de Muse en cas de sauvetage. Les opérateurs de la Delta Force ont tiré deux fois sur la serrure de la porte de la cellule de Muse mais elle était trop épaisse, une petite charge explosive a donc été utilisée pour ouvrir sa cellule. Les opérateurs de la Delta Force ont passé à Muse un gilet pare-balles, un casque balistique et des lunettes de protection et l'ont amené sur le toit, d'où ils ont été exfiltrés par MH-6 Little Birds vers la base américaine.
Leur « Precious Cargo » (Muse) était maintenant en sécurité et un opérateur de la Delta Force a demandé l'extraction du reste de la force. Cependant, l'hélicoptère MH-6 Little Bird transportant Muse s'est écrasé. Les opérateurs de la Delta Force Pat Savidge, James Sudderth et Kelly Venden ont été blessés dans l'accident. Tout le monde à bord de l'hélicoptère s'est rapidement caché dans un bâtiment voisin. Les opérateurs de la Delta Force ont réussi à se faire repérer par un des hélicoptères de combat survolant la zone avec une lumière stroboscopique infrarouge, et peu de temps après, un véhicule blindé de transport de troupes de la 5e division d'infanterie a extrait Muse et l'équipe de sauvetage.